# Hîtreikî, Jovkva
Hîtreikî (în ucraineană Хитрейки) este un sat în comuna Kunîn din raionul Jovkva, regiunea Liov, Ucraina.

## Demografie
Componența lingvistică a localității Hîtreikî
     Ucraineană (100%)
Conform recensământului din 2001, toată populația localității Hîtreikî era vorbitoare de ucraineană (100%).